# Calle Butrón (Sevilla)
La calle Butrón es una vía pública de la ciudad española de Sevilla.

## Descripción
La vía discurre desde la calle Sol hasta Gallos. Aparece descrita en la Noticia histórica del origen de los nombres de las calles de esta ciudad de Sevilla (1839) de Félix González de León con las siguientes palabras:

Calle de Butron. Está situada en el cuartel D. y en la parroquia de S. Roman. Toma el nombre de un corral y horno que huvo en ella llamado de Butron; y nada tiene que merezca la atencion: pasa de la calle del Sol á la del Valle.
(González de León, 1839, p. 211)